# Redeemed Christian Church of God

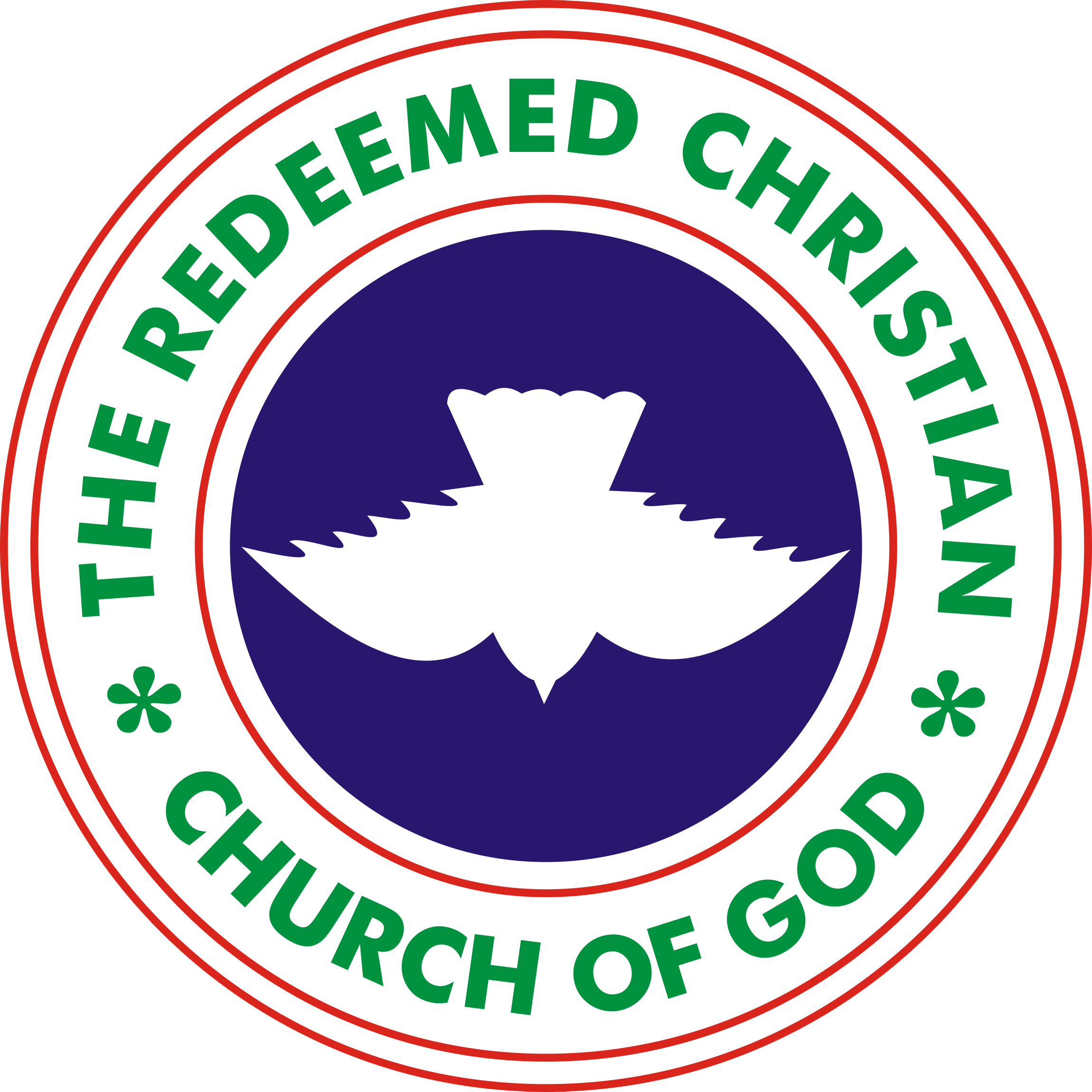
Das Logo der Kirche

Die Redeemed Christian Church of God (RCCG) (englisch für „Erlöste Christliche Kirche Gottes“) ist eine der größten Pfingstkirchen in Nigeria. Sie wurde 1952 von Pa Josiah Akindayomi (1909–1981) gegründet und ist heute in zahlreichen afrikanischen Ländern verbreitet, aber auch in Europa und den USA. Als eine in Afrika beheimatete Kirche, die unabhängig von europäischer Mission gegründet wurde, sieht sie umgekehrt heute in Europa und den USA ein Feld für eigene missionarische Bemühungen.

## Geschichte

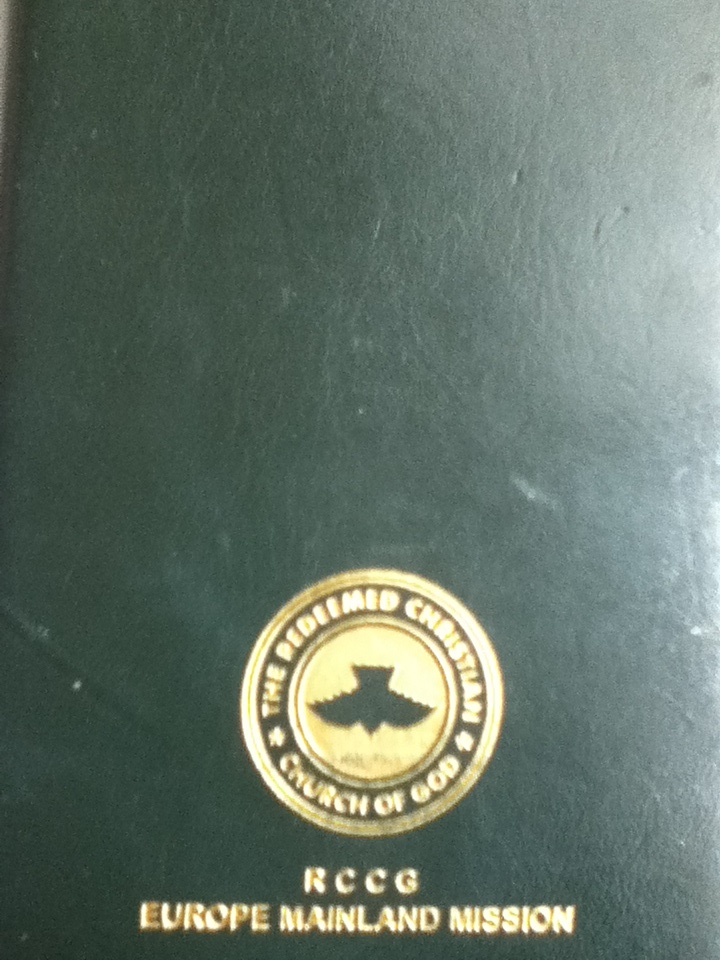
Ein Notizbuch der Redeemed Christian Church of God

Der Kirchengründer Akindayomi, geboren im heutigen Bundesstaat Ondo in Nigeria, wuchs in einer Familie auf, die der traditionellen Religion der Yoruba anhing. Er ließ sich 1927 durch die Church Mission Society taufen und schloss sich 1927 der Cherubim and Seraphim Society an, einer unabhängigen afrikanischen Kirche. Nachdem er zu der Überzeugung gelangt war, dass die Cherubim and Seraphim Church vom wahren Weg Gottes abweiche, gründete er einen privaten Gebetskreis, den er Glory of God Fellowship nannte. Der Kreis, der in Lagos mit neun Mitgliedern startete, vergrößerte sich rasch und nahm 1952 institutionelle Formen an. Der Gebetskreis wurde zu einer Kirche und erhielt ihren jetzigen Namen. Nach dem Tode Akindayomis im Jahr 1981 trat Enoch Adejare Adeboye die Nachfolge an. Im Gegensatz zum Analphabeten Akindayomi war Adeboye gebildet, er lehrte als Dozent für Mathematik an der Universität von Lagos. Eine seiner Leistungen, die zur Internationalisierung der Kirche beitrugen, war es, die Predigten Akindayomis von Yoruba ins Englische zu übersetzen. Seit 1981 vergrößert sich die Kirche sehr schnell, nach eigenen Angaben existieren derzeit etwa 2000 Gemeinden allein in Nigeria. Darüber hinaus wurden zahlreiche Gemeinden in anderen afrikanischen Ländern gegründet. Nachdem Afrikaner in der europäischen und US-amerikanischen Diaspora auch dort Gemeinden gründeten, entdeckte die RCCG Europa und die USA bald als Missionsgebiet. In Europa ist die RCCG als Missionskirche heute besonders in Skandinavien aktiv.

## Lehre und Glaubenspraxis
Zu den gelehrten Glaubensinhalten der RCCG gehören die Verbalinspiration der Bibel, die Trinität, die Verwerfung des Menschen durch den Sündenfall und Erlösung durch Buße und Glaube. Christologische Aussagen sind die Gottheit, Jungfrauengeburt, Sündlosigkeit, Tod und Auferstehung Jesu Christi. Die Wirksamkeit des Heiligen Geistes wird durch Zungenrede bestätigt. Heilung von Krankheiten ist durch unmittelbares Wirken göttlicher Gnade möglich. In Bezug auf die Sakramente lehrt die RCCG das Abendmahl als reine Erinnerungsfeier. Die Taufe wird durch vollständiges Untertauchen des Täuflings in Wasser vollzogen. Das Jüngste Gericht ist für die RCCG ein zukünftiges historisches Ereignis, ebenso wie das tausendjährige Reich Jesu Christi.
Steht die RCCG in ihren Lehrinhalten evangelikalen oder fundamentalistischen Bestrebungen nahe, so vertrat sie diese ursprünglich mit weniger Polemik und Militanz, als dies bei europäischen oder amerikanischen Gruppierungen der Fall ist. Hintergrund ist, dass diese Glaubensinhalte in Afrika auf andere geistesgeschichtlich-kulturelle Voraussetzungen stoßen als in Europa und den USA, wo Fundamentalismus als unmittelbare Reaktion auf die Aufklärung entstanden ist. Erst als die Kirche in ihren Missionsbestrebungen in der Diaspora mit säkularen und religionskritischen Diskursen massiv konfrontiert wurde, verschärfte sich zuweilen der Ton ihrer Verkündigung.
Zu den Besonderheiten der RCCG gehört der sogenannte Holy Ghost Service, ein nächtlicher Gottesdienst,  der jeden ersten Freitag im Monat im Hauptquartier in Lagos abgehalten wird und bei dem das Eintreten göttlicher Wunder erwartet wird. Der Holy Ghost Congress ist ein Massenevent, der jährlich im Dezember in Lagos stattfindet. Gewöhnlich nehmen Millionen Menschen aus Nigeria und von außerhalb daran teil.

## Bekannte Prediger
Zu den Predigern der RCCG gehört Yemi Osinbajo, seit 2015 Vizepräsident Nigerias.